# Семушова
Семушова (пол. Siemuszowa) — давнє українське село в Польщі, у гміні Тирява-Волоська Сяноцького повіту Підкарпатського воєводства.
Населення — 218 осіб (2011).

## Розташування
Село розташовується в Солених Горах над річкою Тирява.

## Історія
Закріпачене село коло 1420 р. Входило до Сяніцької землі Руське воєводства. У 1507 р. в селі вже була церква.
У 1791 р. до місцевої парафії була приєднана як дочірня церква греко-католицької громади сусіднього села Голучків. У 1841 р. в селі була зведена дерев’яна церква Богоявлення Господнього.
У 1892 році село нараховувало 125 будинків і 709 мешканців (602 греко-католики, 62 римо-католики і 45 юдеїв), греко-католики села з 1813 р. належали до парафії Тирява Сільна Ліського деканату Перемишльської єпархії.
В 1936 р. були 797 греко-католики, 46 римо-католиків і 16 юдеїв, греко-католики належали до парафії Тирява Сільна Сяніцького деканату Апостольської адміністрації Лемківщини. Метричні книги велися від 1784 р. Також були читальня «Просвіти».
На 1 січня 1939-го в селі з 1160 жителів було 1040 українців, 100 поляків і 20 євреїв. Село належало до Сяніцького повіту Львівського воєводства.
12 вересня 1939 року німці окупували село, однак уже 26 вересня 1939 року мусіли відступити з правобережної частини Сяну, оскільки за пактом Ріббентропа-Молотова правобережжя Сяну належало до радянської зони впливу. 27.11.1939 постановою Верховної Ради УРСР село в ході утворення Дрогобицької області включене до Ліського повіту. Територія ввійшла до складу утвореного 17.01.1940 Ліськівського району (районний центр — Лісько). Наприкінці червня 1941, з початком Радянсько-німецької війни, словацька армія оволоділа селом, а територія знову була окупована німцями. 29 липня 1944 року радянські війська знову оволоділи селом. В березні 1945 року, в рамках підготовки до підписання Радянсько-польського договору про державний кордон зі складу Дрогобицької області правобережжя Сяну включно з Семушовою було передане до складу Польщі.
Після Другої світової війни українське населення було піддане етноциду. Частина переселена на територію СРСР в 1945-1946 рр. Родини, яким вдалось уникнути виселення, в 1947 році під час Операції Вісла були депортовані на понімецькі землі, а на їхнє місце поселені поляки. Церква перетворена на костел у 1946 р.
У 1975-1998 роках село належало до Кросненського воєводства.

## Демографія
Демографічна структура станом на 31 березня 2011 року:
|          | Загалом | Допрацездатний вік | Працездатний вік | Постпрацездатний вік |
| -------- | ------- | ------------------ | ---------------- | -------------------- |
| Чоловіки | 109     | 32                 | 73               | 4                    |
| Жінки    | 109     | 32                 | 61               | 16                   |
| Разом    | 218     | 64                 | 134              | 20                   |